# Leroy Cooper (fotograf)
Leroy Alphonse Cooper (* 1960 nebo 1961 – květen 2023) byl fotograf narozený na Jamajce, působící v Toxtethu v Liverpoolu v Anglii. Jeho zatčení tam v roce 1981 vyvolalo nepokoje v městské části Toxteth.

## Raný život
Cooper se narodil v roce 1960 nebo 1961 na Jamajce a jako dítě emigroval se svými rodiči do Liverpoolu.

## Zatčení a odsouzení
Cooperovo zatčení 3. července 1981, když byl studentem fotografie v Liverpoolu, vyvolalo první toxtethskou vzpouru, ke které došlo, když byl ve vazbě. Byl stíhán, přičemž nejzávažnějším obviněním bylo způsobení těžkého ublížení na zdraví. Byl držen ve vazbě v HMP Walton a poté v Risley po dobu šesti až osmi týdnů, poté se přiznal k napadení tří policistů, při kterém došlo ke skutečnému ublížení na zdraví, v procesu u Liverpool Crown Court v listopadu 1981. V důsledku toho strávil devět měsíců v borstalu. V roce 2011 uvedl, že učinil přiznání viny, aby se vyhnul „trestu tří až pěti let“.  Popsal také, jak jeho přesvědčení vedlo k tomu, že se dostal na „černou listinu“ pro pracovní místa v Liverpoolu. 
V roce 1983 byl také odsouzen ke dvěma letům vězení za úmyslné zranění, po dalších útocích na dva policisty, z nichž jeden použil větev stromu, a za nošení útočné zbraně, což vše popíral. Byl opět držen v HMP Walton.

## Kariéra
Po propuštění Cooper pokračoval ve studiu fotografie.  Jeho dílo, zahrnující více než čtvrt milionu snímků, především dokumentů a lidí a kultury Liverpoolu.  Působil také jako performativní básník  a jako DJ na Toxteth Community Radio, pirátské stanici  a byl graffiti umělcem .  Jedním z jeho činů v posledně jmenované funkci bylo přemalování cedulí s názvem ulice Toxteth v červených, žlutých a zelených barvách Rastafariánů. 
Cooper vystupoval v 25. listopadu 1985 v epizodě BBC televizního pořadu o aktuálním dění Panorama, „Voices From The Ghetto“, o Toxtethu.
Kniha, Back In The Day Vol. 1, reprodukující 44 jeho fotografií a jeden z jeho malovaných obrazů vyšla v roce 2019.
Výstava Cooperova díla „A Secret Life of Liverpool“ se konala v Unity Theatre v Liverpoolu v květnu 2018.  V době jeho smrti hostilo Liverpoolské muzeum výstavu jeho díla „Liverpool Through the Lens“. 

## Smrt
Cooperovo tělo bylo nalezeno v jeho domě 12. května 2023, bylo mu 62 let. Příčina smrti nebyla bezprostředně zjištěna.

## Publikace
- COOPER, Leroy. Back In The Day Vol. 1. [s.l.]: Capstone Media, 2019. Dostupné online. ISBN 978-1-5272-3696-7.